# Yahuar Huacac
Yáhuar Huácac (Quíchua: Yawar Waqaq, "o que chora sangue" , 1361  -- 1400), seu nome de nascimento Tito Cusi Hualpa,  foi o sétimo  Sapa Inca e governador de Cusco e o segundo rei da dinastia Hanan.
Seu pai era Inca Roca. A esposa de Yahuar era Mama Chicya (ou Chu-Ya) e seu filhos foram Viracocha (Wiraqucha), Paucar Ayllu e Pahuac Hualpa Mayta.

## Vida
O nome de Yahuar se refere a uma história na qual ele teria sido raptado enquanto era criança pelo líder Ayarmaca (que habitavam  a Região de Maras, no Vale do Urubamba) Sinchi Tocay Capac, e teria chorado lágrimas de sangue por causa de sua difícil situação. Escapou, afinal, com a ajuda de uma das consortes de seu capturador, Chimpu Orma.
Yahuar Huacac assumiu o trono aos 19 anos. Ele aparentemente governou em tempos turbulentos. Houve numerosas conspirações e revoltas e seu herdeiro Pahuac Gualpa foi assassinado na cidade de Paullu a qual fora traiçoeiramente convidado para comparecer a uma festa.
A morte de Yahuar Huacac, pouco tempo depois da morte de seu herdeiro, foi causada pelo ataque de seus próprios generais do Contisuyu, temendo sua política expansionista. Ocorreu em um festival que estava acontecendo em Cusco, como preparação para uma expedição contra os poderosos Collas da bacia do Lago Titicaca (um povo aimará que deu origem ao nome que os incas deram para a região, Collasuyo). Com os tumultos muitos acabaram morrendo, mas os sobreviventes se reagruparam, recuperaram seus mortos e enterraram Yahuar Huacac sem nenhuma das honras conferidas aos imperadores anteriores. Como o herdeiro de Yahuar fora assassinado e ele não tinha escolhido outro, seu terceiro filho assumiu o governo sob o nome de Viracocha Inca.

| Precedido por Inca Roca | 7º Cápac Inca Dinastia Hanan Cusco (1380-1400) | Sucedido por Viracocha Inca |
| Precedido por Inca Roca | 7º Inca do Curacado de Cusco (1380-1400)       | Sucedido por Viracocha Inca |